# Tar d'Aràbia
El tar d'Aràbia (Arabitragus jayakari) és una espècie de tar nadiu d'Aràbia. Fins fa poc, se'l classificava dins el gènere Hemitragus, però les proves genètiques suggeriren que se'l mogués a un gènere propi monotípic. El tar d'Aràbia és l'espècie més petita de tar. És un animal de constitució robusts en què tots dos sexes tenen banyes. Tanmateix, els dels mascles són molt més robusts que els de les femelles. El seu pelatge té el pèl marró vermellós, amb una ratlla més fosca que s'estén per l'esquena. Els mascles tenen les crineres més destacades, que s'estenen per l'esquena i creixen amb el temps.